# Jofre Torrents
Pour les articles homonymes, voir Torrents.
Jofre Torrents, né le 28 janvier 2007 à La Selva del Camp, est un footballeur espagnol qui joue au poste d'arrière gauche au FC Barcelone.

## Biographie

### Carrière en club
Né à La Selva del Camp, dans la province de Tarragone en Catalogne espagnole, Jofre Torrents est formé par le FC Barcelone, où il signe son premier contrat professionnel en juin 2023.
Il commence sa carrière professionnelle avec l'équipe reserve en championnat d'Espagne de troisième division lors de la saison 2024-2025,, où il s'illustre également avec les moins de 19 ans en remportant la Youth League,.

### Carrière en sélection
En juin 2025, Torrents est convoqué avec l'équipe d'Espagne des moins de 19 ans pour participer au Championnat d'Europe des moins de 19 ans qui a lieu en Roumanie.
L'Espagne l'emporte en demi-finale contre l'Allemagne, sur le score de 6-5 après des prolongations et un match riche en retournements,.

## Statistiques

### En club
| Saison                | Club                  | Championnat           | Championnat | Championnat | Championnat | Coupe(s) nationale(s) | Coupe(s) nationale(s) | Coupe(s) nationale(s) | Supercoupe | Supercoupe | Supercoupe | Compétition(s) continentale(s) | Compétition(s) continentale(s) | Compétition(s) continentale(s) | Compétition(s) continentale(s) | Total | Total | Total |
| Saison                | Club                  | Division              | M.          | B.          | P.d.        | M.                    | B.                    | P.d.                  | M.         | B.         | P.d.       | Comp.                          | M.                             | B.                             | P.d.                           | M.    | B.    | P.d.  |
| 2025-2026             | FC Barcelone          | Liga                  | 1           | 0           | 0           | 0                     | 0                     | 0                     | 0          | 0          | 0          | C1                             | 0                              | 0                              | 0                              | 1     | 0     | 0     |
| Total sur la carrière | Total sur la carrière | Total sur la carrière | 1           | 0           | 0           | 0                     | 0                     | 0                     | 0          | 0          | 0          | -                              | 0                              | 0                              | 0                              | 1     | 0     | 0     |

## Palmarès

### En club
FC Barcelone
- Youth League
  - Vainqueur en 2025

### En sélection
Espagne -19 ans
- Championnat d'Europe
  - Finaliste en 2025